# Vremuri de răscruce
Vremuri de răscruce (în bulgară Време разделно) este un roman istoric al scriitorului bulgar Anton Doncev, publicat în 1964. Lucrarea a fost creată în doar 45 de zile. Evenimentele descrise de Anton Doncev ar fi avut loc în 1668 în valea Elindenia din Rodopi. Autenticitatea surselor pe care se bazează romanul este pusă la îndoială.

## Prezentare
În primăvara anului 1668, ienicerul Kara Ibrahim împreună cu un detașament de 120 de spahii au ajuns în valea Elindenia din Rodopi pentru a converti (islamiza) bulgarii ortodocși locali. De-a lungul râului sunt situate trei sate, Prosoina, Zagrad și Podvis. Turcii s-au oprit la un cimitir, unde Manol și preotul Aligorko, după obiceiul local, au dezgropat oasele unui om mort - soția moartă a ciobanului. Turcii i-au întrebat disprețuitor care sunt numele satelor și au continuat pe drumul lor. Cei doi bulgari se întorc la Podvis la moara bunicului Galușko Belia, unde se află Elitza și Sevda. Preotul Aligorko îl spune bătrânului că a sosit un detașament de spahii.  
Kara Ibrahim și oamenii săi s-au stabilit în imensul conac al lui Suleiman Aga din satul Prosoina. 
Sătenii din valea Elindenia decid să ascundă femeile și copiii. Kara Ibrahim a ordonat șefilor satului să se adune, poruncindu-i lui Suleiman Aga să-l ajute.  
Este dat foc satului Cepino. Locuitorii acestuia caută refugiu în munții vecini. Manol cere ajutorul lui Suleiman împotriva ienicerilor. Dar aga nu se poate ridica împotriva unui padișah. Oamenii se adună la conac. Ei i-au spus lui Kara Ibrahim că nu vor renunța la credința lor ortodoxă. Vremurile de răscruce au sosit...

## Personaje
- Kara Ibrahim - un spahiu trimis pentru a converti Valea Elindenia în Islam.
- Manol - un păstor puternic și mândru, adoptat de bunicul Galușko.
- Abdullah Venețianul - un venețian islamizat, prizonier al lui Kara Ibrahim. Fost nobil italian care s-a alăturat apărării Candiei (Heraklion). [3]
- Bunicul Galușko Belia este un moșier care l-a adoptat pe Manol.
- Suleiman Aga - stăpân otoman al văii Elindenia.
- Preotul Aligorko - călugăr și preot de pe Muntele Athos.
- Momchil - fiul lui Manol.
- Elitza - logodnica lui Momchil
- Sevda - văduvă îndrăgostită de Manol.

## Ecranizare
Romanul Vremuri de răscrucea fost ecranizat în 1987 - 1988 de către regizorul Lyudmil Staykov. Premiera filmului a avut același nume ca romanul, dar ulterior a fost redenumit, în urma traducerii în engleză pentru distribuirea filmului, ca Vremea cruzimii. Filmul a fost împărțit în două părți (capitole) 1. Amenințarea (заплахата) și 2. Cruzimea (насилието). A doua parte a filmului recreează evenimentele din a doua jumătate a secolului al XVII-lea până în 1668. 
În iunie 2015, Vremea cruzimii a fost ales cel mai îndrăgit film al telespectatorilor bulgari în „Pantofii lustruiți ai cinematografiei bulgare” („Лачените обувки на българското кино“), un sondaj la scară largă în rândul publicului realizat de către Televiziunea Națională Bulgară.

## Primire
Pentru cititorii bulgari, Vremuri de răscruce  este a doua cea mai mare carte din toate timpurile, potrivit sondajului Golyamoto chetene din 2008 – 2009 realizat de către Televiziunea Națională Bulgară. Pe primul loc s-a clasat lucrarea lui Ivan Vazov, Sub jug (în bulgară Под игото).

### Critică
În privința afirmațiilor lui Doncev că respectă adevărul istoric, există îndoieli rezonabile că autorul reproduce în lucrarea sa evenimente istorice reale, el al prezenta un mit istoriografic bazat pe mai multe surse nesigure publicate în a doua jumătate a secolului XIX.  Este sigur că ienicerii au plecat de la Istanbul cu Fazal Ahmed Pașa și curtea sa  la 25 mai 1666. îndreptându-se către Edirne, de unde au trecut pe uscat prin Macedonia și Tesalia pentru a se urca pe corăbii în Euboea pentru a lua parte la asediul Candiei (Heraklion) în timpul războiului din Creta. La sfârșitul anului 1667, sultanul Mehmed al IV-lea a ajuns la ienicerii aflați în Tesalia, de unde a putut primi mai rapid informații despre cursul ostilităților din Creta. La 25 septembrie 1669, după un asediu de 21 de ani, armata otomană a intrat triumfal în cetatea Candiei, iar sultanul a plâns de bucurie. 
O serie de surse contemporane indică faptul că romanul Vremuri de răscruce a fost comandat de regimul comunist ca parte a unei campanii de propagandă în sprijinul asimilării forțate a turcilor bulgari în anii 1960, în sprijinul așa-numitului „Proces de renaștere” (în bulgară Възродителен процес). Acuzații similare au fost aduse și ecranizării romanului, Vremea cruzimii.
La sfârșitul anului 2013, scriitorul a răspuns personal acestor atacuri și a negat că romanul ar fi fost comandat de cineva, precizând că acesta a fost scris pe baza unor evenimente istorice documentate. Cu toate acestea, unele mijloace de comunicare susțin că evenimentele pe care romanul le recreează se bazează pe documente istorice false.